# Tenrec ratllat de les terres altes
El tenrec ratllat de les terres altres (Hemicentetes nigriceps) és un tenrec insectívor que viu a les terres altes centrals de Madagascar. El seu cos ratllat blanc i negre està cobert d'espines, que posa erectes si se l'espanta. Les espines es poden separar i quedar-se clavades al cos d'un predador curiós. El tenrec ratllat de les terres altes utilitza el seu llarg musell per excavar sota fulles i escorça, buscant cucs de terra, el seu aliment principal.